# Aconitum pomeense
Aconitum pomeense är en ranunkelväxtart som beskrevs av Wen Tsai Wang. Aconitum pomeense ingår i släktet stormhattar, och familjen ranunkelväxter. Inga underarter finns listade i Catalogue of Life.